# Орвелл (Огайо)
Орвелл (англ. Orwell) — селище (англ. village) в США, в окрузі Ештабула штату Огайо. Населення — 1533 особи (2020).

## Географія
Орвелл розташований за координатами 41°32′11″ пн. ш. 80°51′34″ зх. д. / 41.53639° пн. ш. 80.85944° зх. д. (41.536438, -80.859510).  За даними Бюро перепису населення США в 2010 році селище мало площу 5,09 км², уся площа — суходіл.

## Демографія
Згідно з переписом 2010 року, у селищі мешкало 1660 осіб у 642 домогосподарствах у складі 411 родини. Густота населення становила 326 осіб/км².  Було 706 помешкань (139/км²).
Расовий склад населення:
| - 94,7 % — білих - 1,3 % — чорних або афроамериканців - 0,4 % — корінних американців - 0,2 % — азіатів |

До двох чи більше рас належало 3,1 %. Частка іспаномовних становила 0,7 % від усіх жителів.
За віковим діапазоном населення розподілялося таким чином: 26,2 % — особи молодші 18 років, 59,9 % — особи у віці 18—64 років, 13,9 % — особи у віці 65 років та старші. Медіана віку мешканця становила 35,4 року. На 100 осіб жіночої статі у селищі припадало 93,7 чоловіків;  на 100 жінок у віці від 18 років та старших — 90,2 чоловіків також старших 18 років.
Середній дохід на одне домашнє господарство  становив 42 453 долари США (медіана — 34 286), а середній дохід на одну сім'ю — 49 420 доларів (медіана — 39 088). Медіана доходів становила 41 776 доларів для чоловіків та 23 409 доларів для жінок. За межею бідності перебувало 23,5 % осіб, у тому числі 29,6 % дітей у віці до 18 років та 10,7 % осіб у віці 65 років та старших.
Цивільне працевлаштоване населення становило 666 осіб. Основні галузі зайнятості: виробництво — 28,8 %, освіта, охорона здоров'я та соціальна допомога — 21,8 %, роздрібна торгівля — 17,7 %.